# Ernst Toch
Ernst Toch   (Viena, 7 de desembre de 1887 - Santa Monica, 1 d'octubre de 1964) va ser un compositor i professor de composició austríac en la transició de l'estil de del neoclassicisme a la modernitat.

## Biografia
Toch va néixer com el segon fill del comerciant de cuir jueu Moritz Toch i la seva dona Gisela Toch, de soltera Graf. Va créixer a Viena, va aprendre el piano de la pianista i escriptora Ida Mikolasch així com altres instruments i va estudiar filosofia i medicina a les universitats de Viena i Heidelberg (1921 doctorat a Heidelberg sobre contribucions a l'estilística de la melodia). Va començar la seva tasca compositiva cap al 1900 com a autodidacte amb Wolfgang Amadeus Mozart com a model (quartets de corda, 1905 versos del llibre mestre per a piano).
Un dels seus primers quartets de corda es va estrenar a Leipzig el 1908, i el sisè (Opus 12, 1905) el 1909. La seva Simfonia de cambra en fa major de 1906 va rebre el premi Mozart de la ciutat de Frankfurt del Main el 1909. Aquest va ser el motiu pel qual Ernst Toch va dedicar-se a la música a temps complet. El 1910 va rebre el Premi Mendelssohn de composició. Va estudiar piano i composició (Dr. Hoch's Conservatory 1909–1913) i va ser nomenat per estudiar aquestes dues disciplines a la Universitat de Música de Mannheim el 1913. Després de cinc grans premis (inclòs el premi estatal austríac diverses vegades), es va convertir en soldat de l'exèrcit austrohongarès al front d'Isonzo durant quatre anys el 1914.
El 1916 es va casar amb la filla del banquer Lilly Zwack (nascuda el 21 de febrer de 1892 a Viena, † el 19 d'abril de 1972 a Los Angeles (CA)); D'aquesta connexió prové la filla Franziska (7 d'agost de 1928 Heidelberg, † 5 d'abril de 1988 Los Angeles (CA) el fill de la qual Lawrence Weschler, nascut el 1952, va crear la "Ernst Toch Society".
Després de la Primera Guerra Mundial va tornar a Mannheim, on va continuar ensenyant fins al 1928 i va desenvolupar un nou estil de polifonia. L'any 1919 va compondre el seu 9è quartet de corda opus 26. Després es va dedicar a la ràdio juntament amb Paul Hindemith. Després de compondre el concert per a violoncel op.35 (1925), va rebre un contracte de deu anys amb l'editor musical Schott i ara era un compositor independent. El 1930 va escriure la seva Fuga de la geografia per a cor parlant.
Les activitats en altres llocs i el seu concert per a piano el van fer més conegut:
- Per al Festival de Música de Cambra de Donaueschingen el 25 de juliol de 1926: Tres peces (Estudi I-III) i un arranjament (Estudi IV, The Jongleur) per a piano Welte Mignon (1926).
- Cinc Capriccetti (1925)
- Concert per a piano 1926: nombroses actuacions amb els intèrprets i directors més importants (Gieseking, Monteux, Ney, Furtwängler, etc.)
- Primera gira important als Estats Units el 1932.

El 1921 es va doctorar a la Universitat de Heidelberg amb una tesi sobre l'estilística de la melodia. Toch també va escriure quatre obres per a orquestra de vent, una de les quals (op. 39) es va estrenar a Donaueschingen el 1926 juntament amb una composició de música de metall d'Ernst Krenek, Ernst Pepping, Paul Hindemith i Hans Gál. El suggeriment per a la composició va venir de Paul Hindemith, que també va compondre una obra per a aquest festival.
A Berlín, on la seva família el va seguir el 1928, es van crear els drames musicals Die Prinzessin auf der Erbse (La princesa i el pèsol) basats en contes de Hans Christian Andersen, dels quals l'escultor Benno Elkan va escriure el llibret, i Egon i Emilie de Christian Morgenstern, es van crear el 1927–1928. L'òpera-capriccio Der Fächer va seguir el 1930.
Després que Adolf Hitler va arribar al poder, es va exiliar: el 1933 a París i Londres, on va escriure música de cinema. El 1935 va acceptar una invitació a Nova York (New School for Social Research), on es van crear les Variacions del Big Ben. Tanmateix, només a Califòrnia va poder assegurar-se la vida component música de pel·lícules per a Hollywood.
Com a professor a la Universitat del Sud de Califòrnia, no només va representar la composició sinó també la filosofia i va donar conferències convidades a la Universitat Harvard. Va resumir la teoria musical que s'hi presentava en el text The Shaping Forces in Music (1948); en alemany:  Die gestaltenden Kräfte der Musik,, 2005). A partir de 1950 va compondre 7 simfonies majors, per a la tercera (op. 75, 1954) va rebre el premi Pulitzer tres anys més tard. En aquestes obres tardanes va tornar a l'estil romàntic tardà dels seus primers temps.
Uns anys després del premi Grammy (1960) es va anomenar "el compositor més oblidat del món del segle XX". Però aquest grup és probablement més gran del que pensava en aquell moment.
La tomba de Toch es troba a Los Angeles (CA), Westwood Village Memorial Park Cemetery.

## Honors i premis
- 1909: Fundació Mozart (Frankfurt/M.)
- 1910: Premi Mendelssohn
- 1910–1913: Premi estatal austríac de composició (quatre vegades seguides)
- 1956: Premi Pulitzer[4]
- 1956: Premi Huntington-Hartford
- 1956: membre de l'American National Institute of Arts and Letters
- 1958: Orde al Mèrit de la República Federal Alemanya
- 1960: Premi Grammy
- 1962: Doctorat honoris causa per l'Hebrew Union College (Cincinnati)
- 1963: Creu d'honor austríaca per a la ciència i l'art